# Френкель, Илья Львович
Илья́ Льво́вич Фре́нкель (9 октября 1903, Курган, Тобольская губерния — 2 марта 1994, Москва, Россия) — русский советский поэт, переводчик, автор слов известных советских песен (в том числе русского текста гимна Коминтерна и «Давай закурим»). 

## Биография
Илья Френкель родился 9 октября 1903 года в городе Кургане Курганского уезда Тобольской губернии (ныне административный центр Курганской области).
Вскоре отца, Льва Яковлевича Френкеля, отправили на каторгу дальше в Сибирь. Мать, Софья Ильинична, с двумя детьми последовала за ним. Через 4 года отца с каторги перевели под надзор в Екатеринбург. Отец делал кефир в лаборатории для продажи. К 1917 году химик-бактериолог, бывший ссыльный Лев Яковлевич Френкель с семьёй жил в Москве, после Великой Октябрьской социалистической революции стал директором резинового завода «Каучук», умер в 1943 году.
Весной 1918 года Илья Френкельушел из школы и поступил на службу курьером в МРЭК. Вступил в союз рабочей молодежи «III Интернационал» Хамовнического района Москвы. С 1919 года член РКП(б). Служил в ЧОНе Москвы, был пулеметчиком, затем политработником на Брянском вокзале Москвы.
Учился на художественном факультете ВХУТЕМАСа. Работал корреспондентом в газетах, редактором в издательстве «Молодая гвардия». Дебютировал в печати в 1920-е годы.
В 1922 году секретарь партийной ячейки, затем корректор в 13-й типографии в городе Москве. С 1923 года работал в Центральном институте труда ВЦСПС. С 1926 года корреспондент в редакциях газет «Рабочая Москва» и «Рабочая правда».
С 1929 года редактор в издательстве «Молодая гвардия». В 1930 году написал песню «Мы тебе отрубим когти, Пуанкаре», композитор Александр Давиденко). Создал русский вариант «Гимна Коминтерна», в котором только первая строфа была переводом немецкого оригинала (композитор Ханс Эйслер). В 1931 году написал песню «Юность» («Собирайтесь под знамёна, под знамёна Ильича!..», композитор Мариан Коваль).
В 1933 году окончил Институт красной профессуры и работал начальником политотдела Ялуторовской МТС (д. Томилова Ялуторовского района Уральской области, ныне Тюменская область). Редактировал газету МТС «Стальной конь». С 1934 года начальник политотдела МТС Михневского района Московской области.
Первый сборник стихов Ильи Френкеля «Песня и стих», получивший благословение Э. Г. Багрицкого, вышел в 1935 году и был отмечен лучшими поэтами того времени. Его заметили Н. Н. Асеев, А. А. Прокофьев, Б. Л. Пастернак. С 1935 года член Союза писателей СССР, перешёл на работу в Правление Союза писателей СССР.
С 1938 года заведующий отделом поэзии журнала «Новый мир».
Участник советско-финляндской войны (1939—1940). Во время Великой Отечественной войны, с июня 1941 года, старший батальонный комиссар (после упразднения военных комиссаров — майор) Френкель был спецкорреспондентом фронтовой газеты Южного фронта «Во славу Родины», затем газеты Воронежского фронта «За честь Родины». Написал немало стихотворений о войне, одно из самых известных — «Давай закурим» (композитор Модест Табачников). Дошёл до Берлина.
В предисловии к одному из своих многочисленных сборников стихов он говорил, что «в стихе надо жить той же самой жизнью, какая формирует поэта, как гражданина. И чем только можешь помогать ищущим себя поэтам». Константин Симонов говорил о его стихах: «Бывает так — стихи как будто негромкие, а сила в них неподдельная, настоящая, не поддающаяся износу».
После Великой Отечественной войны Илья Френкель занимался литературной деятельностью, продолжил писать стихи. Среди них ставшие песнями «В защиту мира» («Вновь богачи разжигают пожар, миру готовят смертельный удар…» (1948, композитор Виктор Белый)) и «Одесский порт» (1956, композитор Модест Табачников). Также занимался поэтическими переводами (в частности, с польского языка, а так же с молдавского — стихи Емилиана Букова, с татарского — стихи Мусы Джалиля и с бурятского — стихи Даширабдана Батожабая и Хоцы Намсараева). Известен и в качестве автора стихотворных произведений на суржике (не опубликованы).
Жил в Переделкино, ныне Новомосковский административный округ Москвы.
Илья Львович Френкель умер 2 марта 1994 года. Похоронен в Москве, на 1 участке Ваганьковского кладбища, рядом с писателем Борисом Львовичем Яглингом (31 марта 1909 — 26 февраля 1948).

## Награды
- орден Красного Знамени (4 октября 1943[7])
- орден Отечественной войны II степени (6 апреля 1985[8])
- орден Красной Звезды (22 июня 1942[9])

## Семья
У Ильи Френкеля было трое детей: две дочери — Софья (род. 1925, от первой жены Веры Яковлевны Павлюковой) и Марианна Ковальская (род. 1931, от второй жены Елизаветы Эмануиловны Лойтер (27 сентября 1908, Житомир — 1 ноября 1973, Москва)) и сын Андрей. Третьим браком был женат на Эмине-ханум Яглинг, вдове литератора 
Бориса Яглинга. Он любил и свою приёмную дочь Викторию Яглинг, её сына Виктора Шестопала считал своим внуком. Внуки: у Софьи — сын Андрей, у Марианны — дочь Ирина.